# Airbus C295
Dimensions
L'Airbus C295 (anciennement CASA C-295) est un avion cargo tactique militaire développé en Espagne par Airbus Defence and Space. Il s'agit d'une évolution de l'Airbus CN235, qui a donné comme ce dernier naissance à une version d'avion de patrouille maritime baptisée Persuader.

## Origine et développement du C295
Fin 1996, l’état-major de l’armée de l’air espagnole émit la fiche-programme FATAM (acronyme de « futur avion de transport moyen »), le but étant d’obtenir un avion de transport intermédiaire entre le CASA CN-235, devant remplacer les CASA C-212 Aviocar en fin de carrière, et le C-130 Hercules. La capacité d’emport du CN-235 devait être accrue de 50 % pour des performances identiques et l’appareil devait pouvoir opérer de pistes non préparées.
Pour répondre à un coût faible et dans les délais requis, CASA imagina de modifier le CN-235 en ajoutant une section de fuselage de 1,50 m de long de chaque côté de la voilure et renforçant la section centrale de l’aile, qui recevait trois points pour charges externes de chaque côté. Le train d’atterrissage était également renforcé, avec l'adoption d’un diabolo avant, et d'une nouvelle avionique développée avec Sextant, aujourd'hui Thales Avionics. Enfin la motorisation était revue, avec des turbopropulseurs Pratt & Whitney Canada PW127G entraînant des hélices à six pales Hamilton Standard 568F-5. Avec une cabine offrant un volume utile de 12,69 × 2,70 × 1,90 m (57 m3) ce cargo tactique peut emporter une charge utile de 7 050 kg (9 250 kg en surcharge) et peut transporter 71 hommes assis ou 48 parachutistes équipés, 24 civières et quatre médecins ou infirmiers, cinq palettes 88 × 108, ou trois véhicules légers.
Le programme fut officiellement présenté durant le Salon international de l’aéronautique de Paris-le Bourget en juin 1997 et une cellule de CN-235 modifiée pour servir de prototype [EC295], le premier vol intervenant le 28 novembre 1997. La certification espagnole fut obtenue le 30 novembre 1999 après 801 heures de vol, accumulées en 379 sorties. La certification française devait suivre le 3 décembre et celle de la Federal Aviation Administration (FAR 25) américaine le 17 décembre.
Affecté aux essais de certification et aux essais de mise au point des systèmes, un appareil de présérie [EC-236, c/n S1] prit l’air à son tour le 22 décembre 1998 à Séville (Équipage Alejandro Madurga et Jose Murga). Cet appareil a été utilisé en particulier pour le développement du Persuader, version de surveillance maritime et de lutte anti-sous-marine.
Fin octobre 2007, EADS confirmait 60 commandes fermes, espérant vendre 300 avions d’ici 2010. Cependant au 11 décembre 2016, en tenant compte de la commande du Canada, seulement 185 exemplaires du C295 ont été commandés par 25 pays.
Fin février 2019, le constructeur annonce 208 commandes ; à cette date, Airbus cherche à remplacer les 4 % des pièces de l'appareil d'origine allemande pour éviter l'embargo sur les équipements militaires que l'Allemagne impose à l'Arabie saoudite depuis octobre 2017.

## Une nouvelle version, le CASA C295W
Une version améliorée du C295, baptisée W pour « Winglets » a été révélée le 29 mai 2013 à Séville. Outre les ailettes marginales, cette version adopte une nouvelle version du turbopropulseur PW127G de Pratt & Whitney Canada qui bénéficie d'un nouveau mode de fonctionnement permettant de conserver sa pleine puissance durant la phase de montée après le décollage (Toga, Take Off and Go Around). Ces évolutions permettraient de diminuer de 3 à 6 % la consommation tandis que la charge utile augmentera de 1,5 t en conditions normales et de 1 t en conditions extrêmes (fortes températures et décollage en altitude). Enfin l'endurance de l'appareil est augmentée de 30 minutes malgré la surcharge de 90 kg des ailettes marginales.
Les vols de certification doivent débuter au second trimestre 2014. Le C295W sert aussi au développement de la version de surveillance (ISR) équipée d'un dôme radar rotatif (rotodôme équivalent AWACS). Une version équipée d'une arme de sabord de type canon de calibre 27 mm ou de 30 mm, équivalente à l'AC-130 est aussi à l'étude. Le C295W s'adresse surtout aux pays chauds ou bénéficiant de bases en altitude telles qu'en Afrique, Amérique Latine, Asie et Moyen-Orient.

## Evolutions
Le successeur du C295 pourrait être l'Airbus A200M  Futur Cargo Tactique Médian, entre le C295 et l'A400M.

## Versions
- C295M : Version de base.
- CASA C-295 MPA Persuader : Avion de patrouille maritime pour lequel fut développé le système FITS (Fully Integrated Tactical System).
- CASA C295 MSA : avion de surveillance maritime (police).
- C295-300 : Version proposée pour le programme JCA.
- C295 AEW : Version de guet aérien.
- C295W : Version améliorée dotée de winglets et d'un nouveau logiciel de contrôle de la motorisation. Cette version permet d'embarquer un système amovible de ravitaillement en vol destiné principalement au ravitaillement des hélicoptères mais aussi d'avions dotés de turbopropulseurs[7].
- EJ200 : 3 appareils utilisés pour transporter les réacteurs du même nom (3 réacteurs par avion) de l’Eurofighter Typhoon de l'usine de production du réacteur vers les chaînes d’assemblage final.

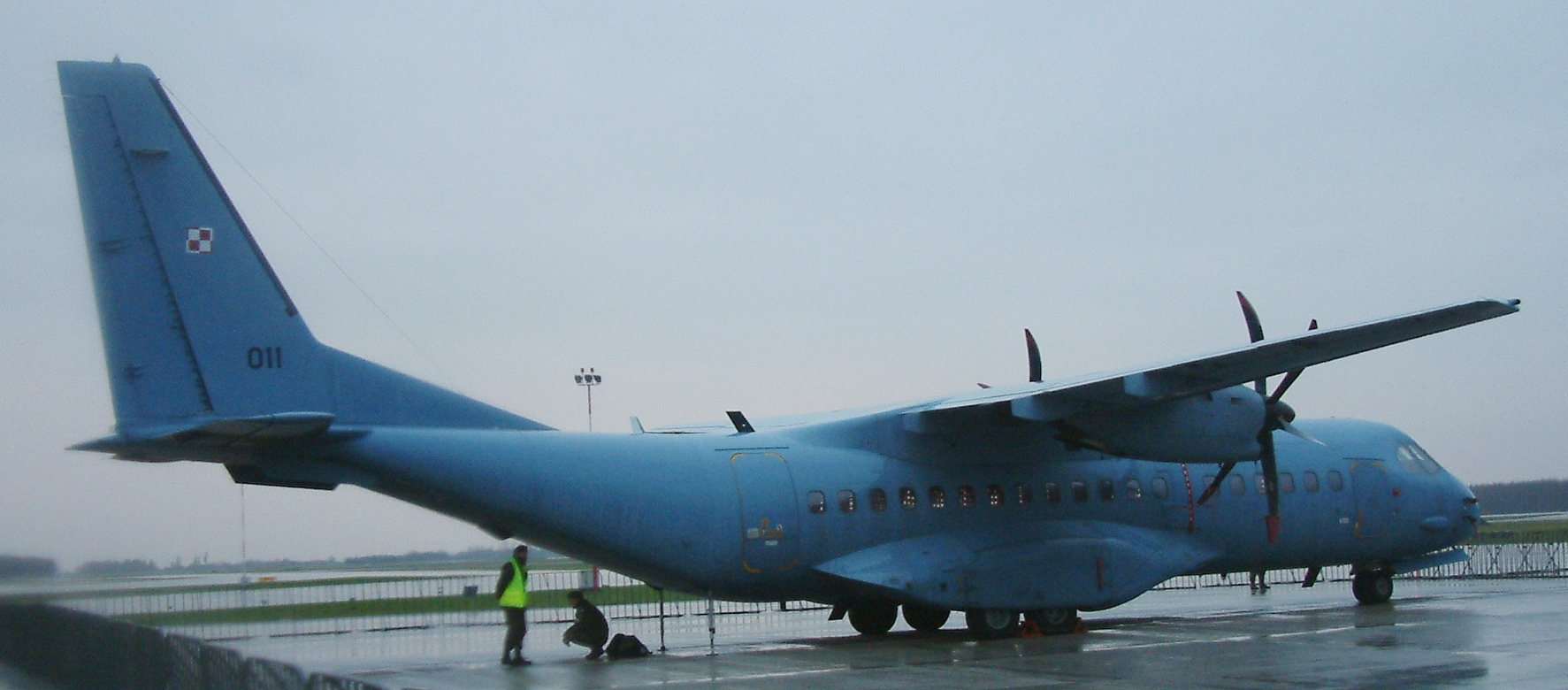
C295M polonais sur la base aérienne Krzesiny.
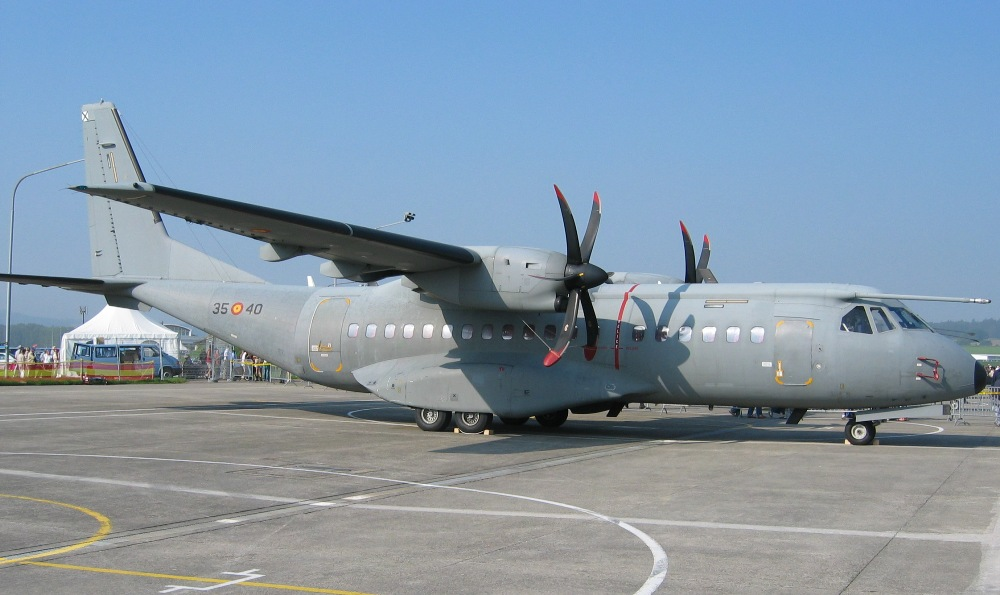
C295M de la 35e escadre espagnole.
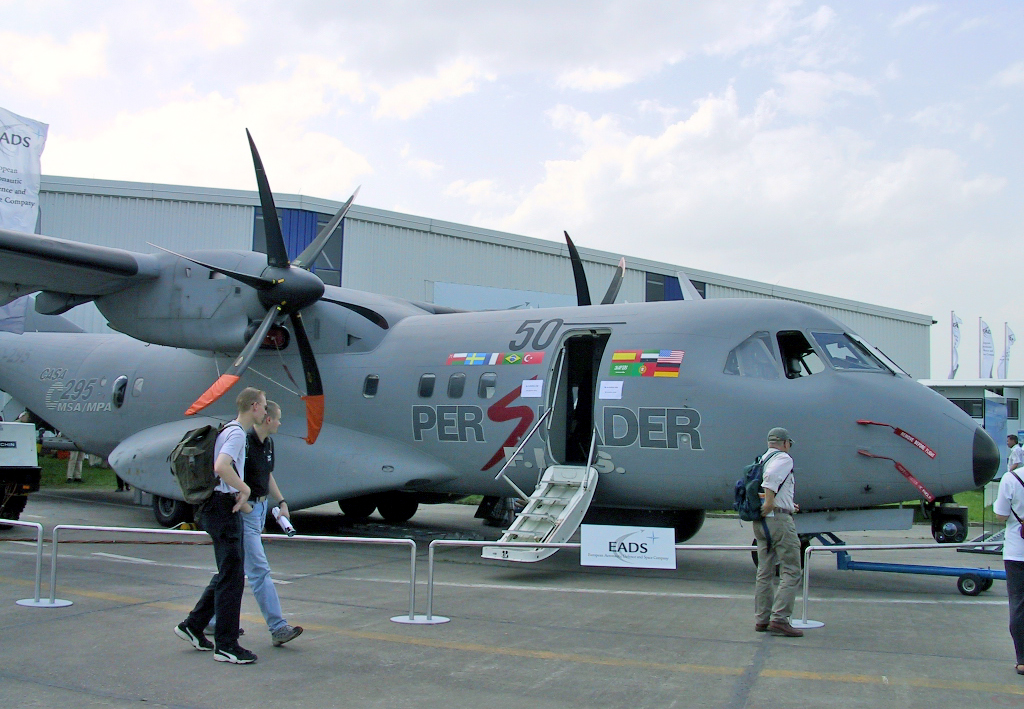
Démonstrateur CASA C-295 Persuader MSA/MPA à Hanovre en 2002
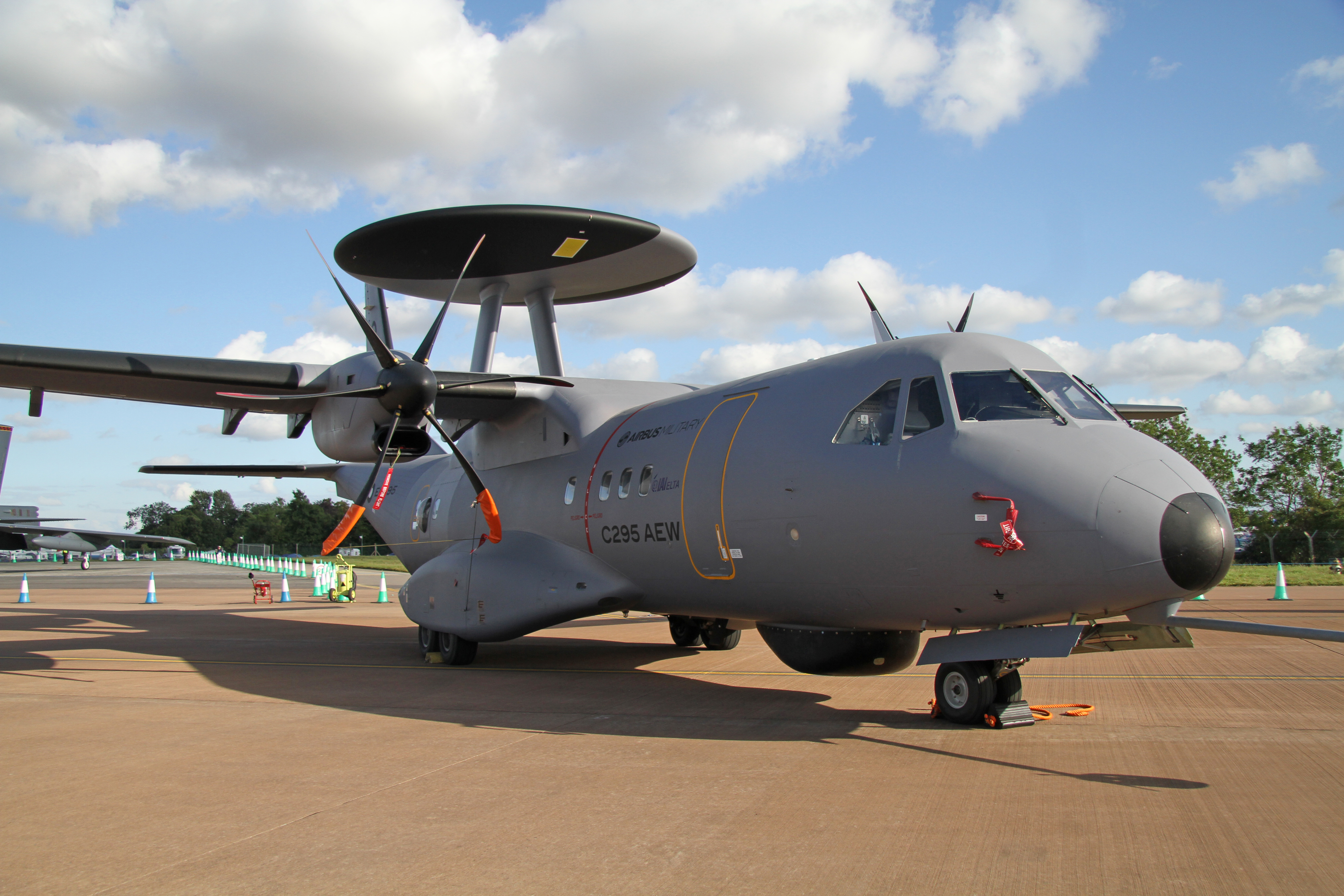
Prototype C295 AEW
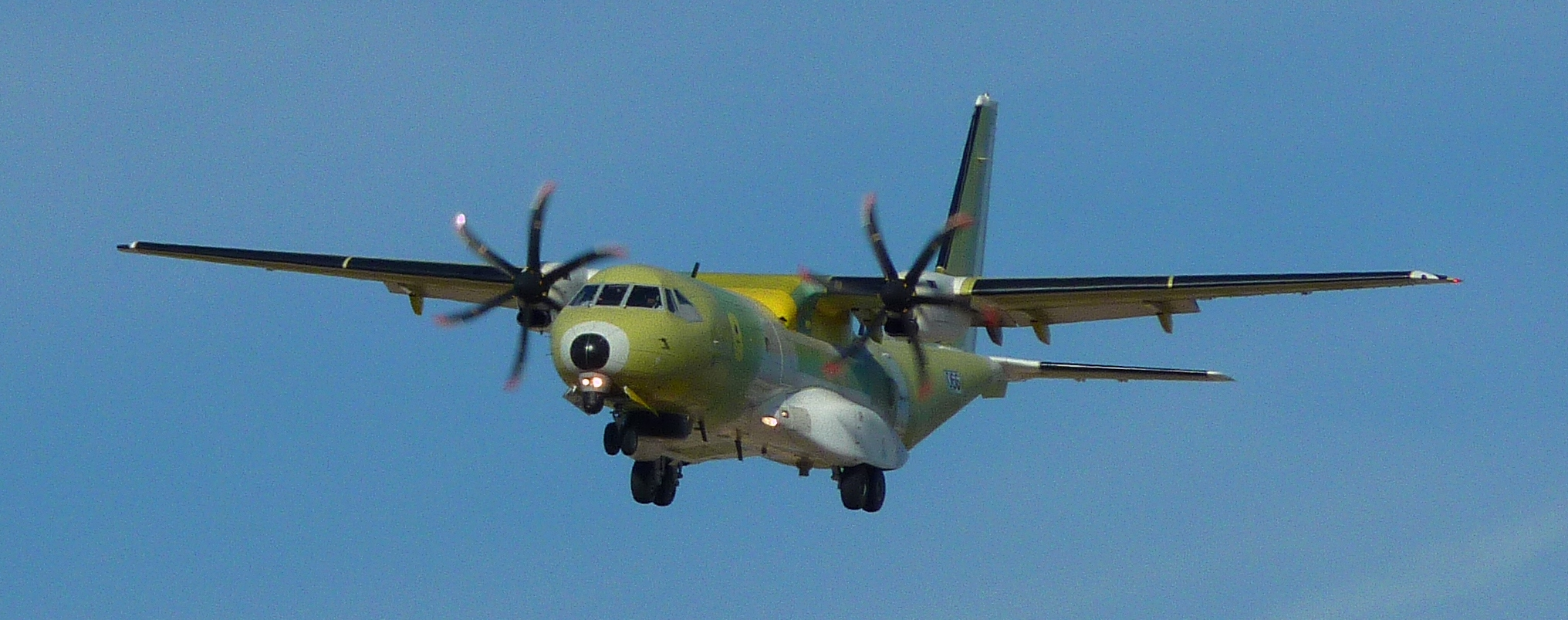
Un C295 Persuader de la Armada de Chile
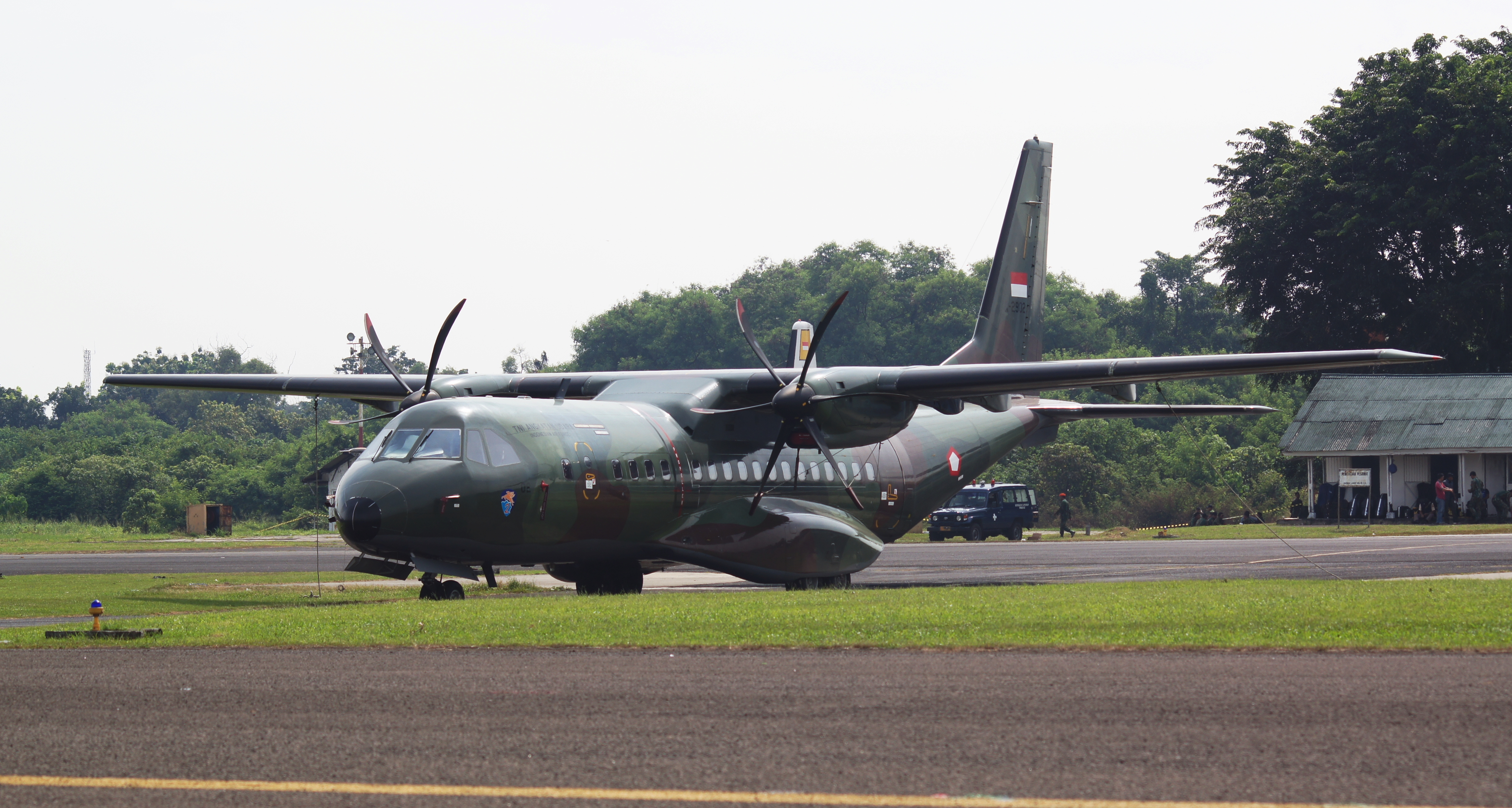
C295 de l'armée de l'air indonésienne
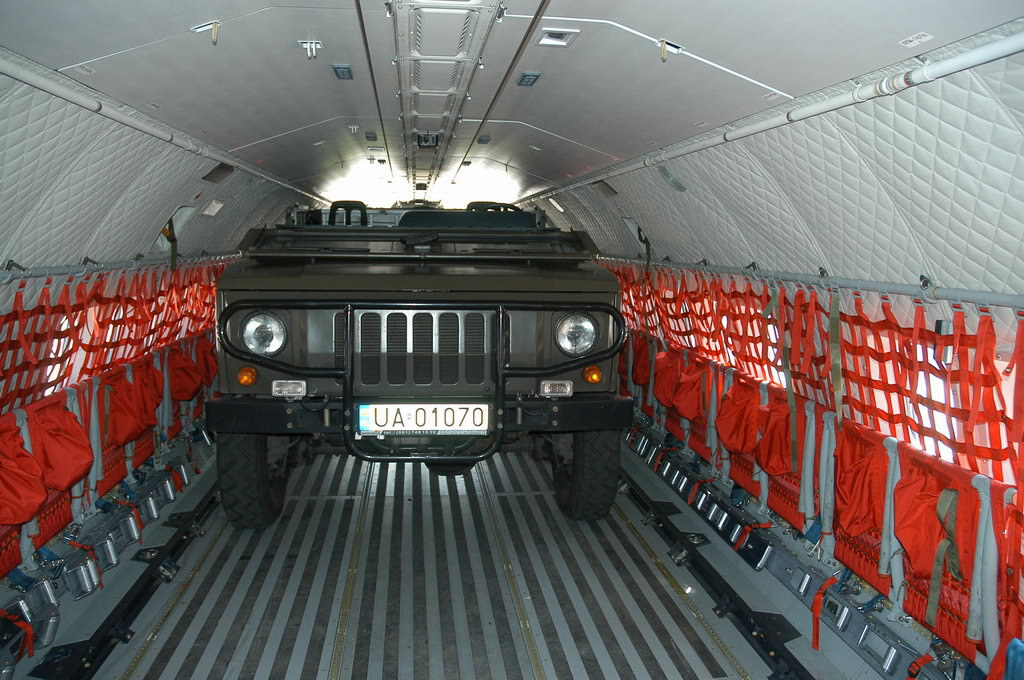
Véhicule léger militaire Honker polonais dans la cabine cargo

## Utilisateurs

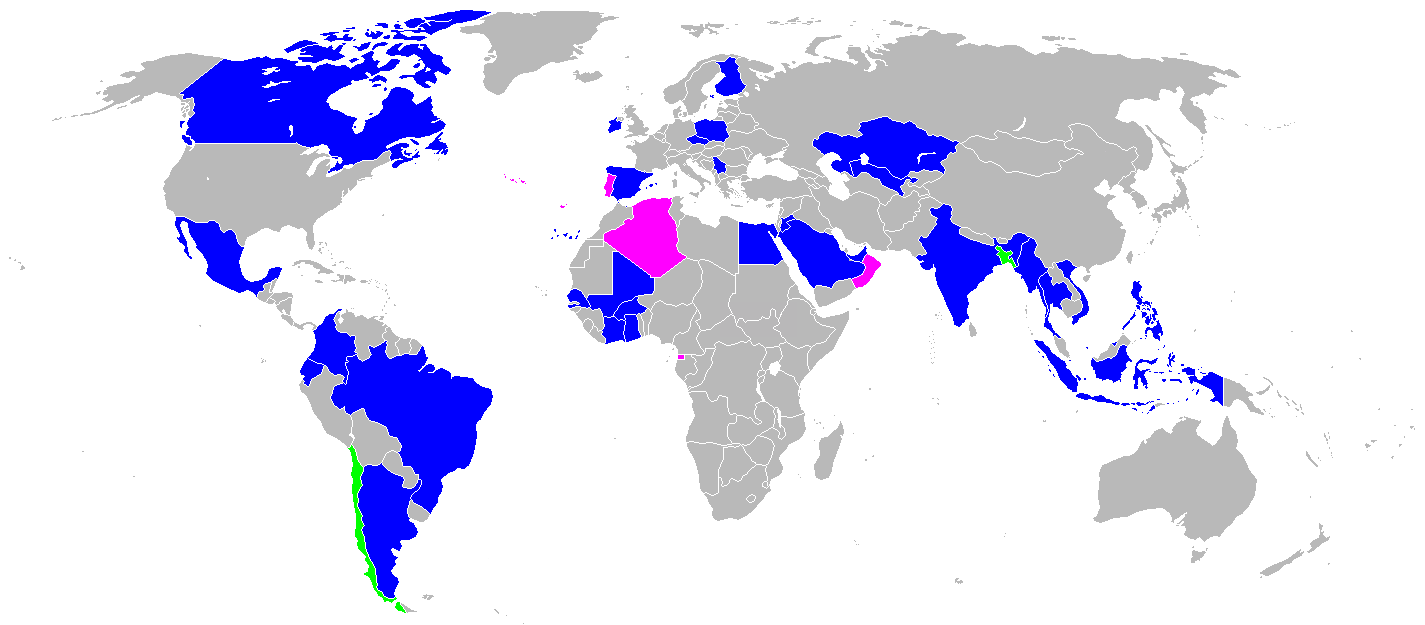
Utilisateurs du CASA C295 :
Version C295M
Version CASA C-295 Persuader
Les deux versions

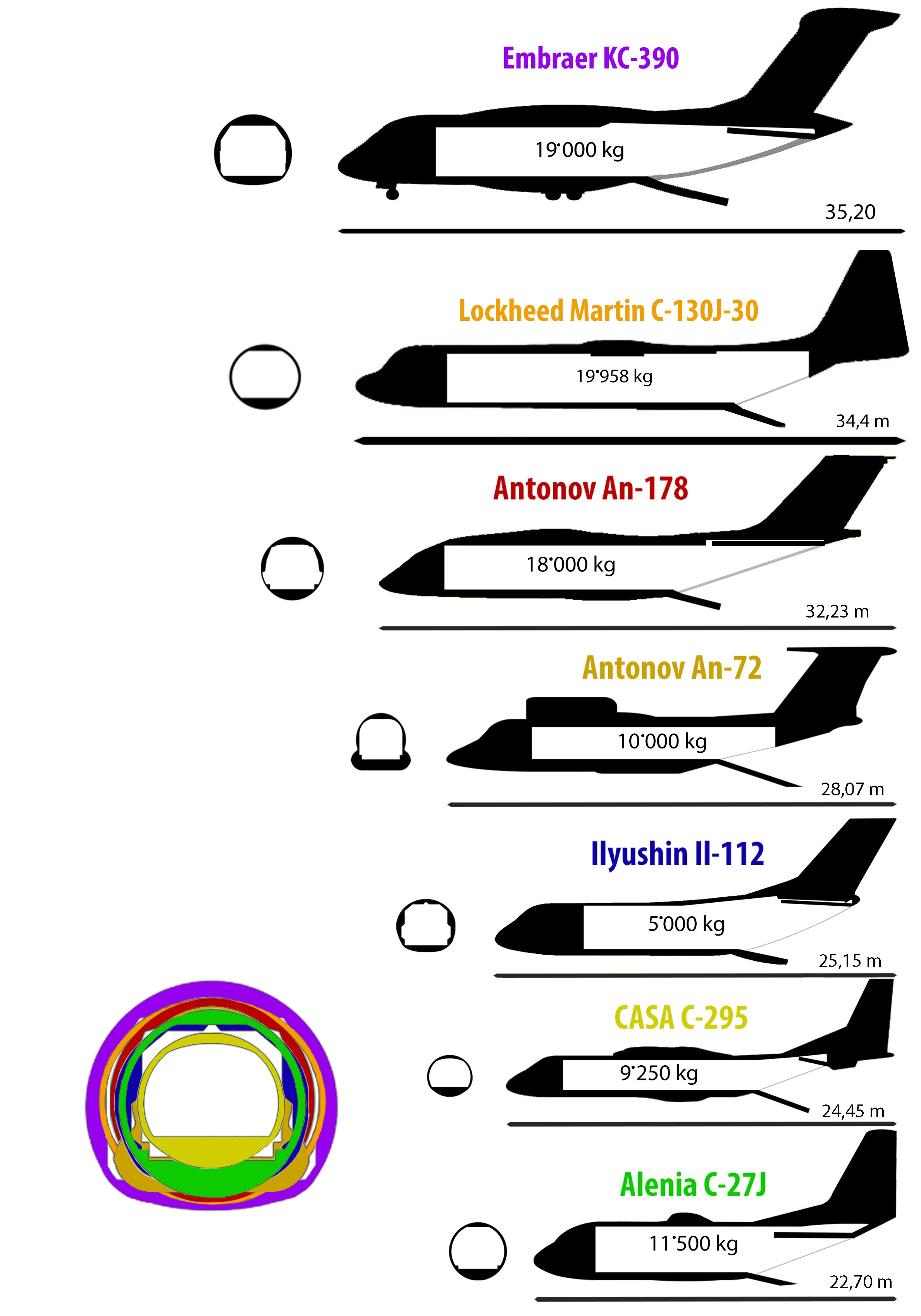
Comparaison de différents avions de transport militaires: Embraer KC-390, C-130J-30, Antonov An-178, Antonov An-72, Iliouchine Il-112, CASA C295, Alenia C-27J Spartan

- Angola : 2 MPA et 1 de transport commandés en 2022[8].
- Argentine : Annonce le 11 novembre 2016 de l'achat programmé de 2 C295[9].
- Arabie saoudite : 4 C295W ont été commandés lors du Salon du Bourget 2015 par le ministère de l’Intérieur de l’Arabie saoudite[10].
- Algérie : 9 (anciennement 10) avions commandés (5 en option), dont 2 Persuader. Un crash a eu lieu le 9 novembre 2012 en Lozère, à Trélans[11].
- Bangladesh : Premier C295W livré le 12 septembre 2017. Un deuxième le 25 septembre 2022[12].
- Birmanie : 2 d'occasion achetés à la Jordanie fin décembre 2020[13].
- Brésil : 12 en novembre 2015[14]. Après une longue période d’essais, le C295 a été retenu début novembre 2002 pour remplacer les C-115 Buffalo dans le cadre du programme CL-X, les autres concurrents étant l’Alenia C-27J et l'Antonov An-32. Un contrat de 238 millions d’euros portant sur la fourniture de 12 appareils a été finalisé le 29 avril 2005. Les livraisons ont débuté en octobre 2006, le C295 étant désigné au Brésil C-105A Amazonas. Ils ont été mis en service par le 1°/9° GAv. Trois C295 seront aussi exploités pour les missions de sauvetage[15]. Le premier C-295 SAR a été livré en juin 2017 (no 6550), le second est prévu en 2019 et le troisième en 2020.
- Burkina Faso : Un exemplaire commandé en décembre 2019 pour les Forces armées du Burkina Faso[16].
- Canada : Le 8 décembre 2016 le gouvernement canadien annonce que l’Aviation Royale Canadienne (ARC) va acquérir 16 C295W avec son soutien opérationnel pour un montant de 2,4 milliards de dollars dans le cadre de son programme d’acquisition d’aéronefs de recherche et de sauvetage à voilure fixe[2],[17]. Le 25 septembre 2020, lors de la livraison du premier exemplaire, il prend la dénomination locale CC-295 Kingfisher/Martin-Pêcheur[18].
- Chili : 3 C295 Persuader ont été commandés le 18 octobre 2007 par la marine chilienne, avec prise d’option pour 5 machines supplémentaires.
- Colombie : 5 appareils [FAC1280/81] (dont 4 déjà en service en 2012)[19].
- Côte d'Ivoire : 1 appareil commandé le 21 janvier 2019 qui fait de la Côte d'Ivoire le 28e pays à exploiter le C295[20],[21].
- Émirats arabes unis : En mars 2001 Abou Dabi a annoncé une intention d’achat portant sur 4 patrouilleurs maritimes Persuader. Cinq C295W ont finalement été commandés lors du Dubaï Airshow de 2017[22]. Ils sont destinés à  remplacer les CN-235 à  partir du quatrième trimestre 2018.
- Espagne : Client de lancement avec 13 appareils, l’Ejército del aire obtint du 21 janvier 2000 du gouvernement espagnol l’autorisation d’acheter 9 appareils à livrer à partir de la fin de l’année. Il faudra pourtant attendre le 15 novembre 2001 pour que le premier appareil soit officiellement remis à la 35e escadre de transport (353 Escuadron). Le dernier fut livré en 2004. Un autre appareil fut acheté en décembre 2005, puis un en décembre 2006 et 2 en juillet 2007. Ces appareils ont effectué de nombreuses rotations entre Getafe et l'Irak en soutien des troupes espagnoles stationnées dans ce pays.
- Égypte : 20 exemplaires en cours de livraison organisés en 2 commandes (12 + 8). Le premier est livré en septembre 2022[23] et en juillet 2014 cinq sont en service depuis mars 2014[24].
- Finlande : Le 4 mai 2006 le C295 a été déclaré vainqueur du programme visant au remplacement des Fokker F27 et 2 avions ont été commandés fermes le 15 mai, avec option pour 5 machines supplémentaires. Le premier appareil a été livré le 6 mars 2007.
- Ghana : 2 appareils commandés en août 2011 pour une livraison à partir de début 2012[25].
- Guinée équatoriale : 2 appareils commandés début 2016.
- Inde : 56 appareils commandés en mai 2015. 16 seront directement fournis par Airbus, les 40 autres seront produits en Inde à Hyderabad par le groupe indien Tata[26]. Le contrat est estimé à 1,87 milliard de dollars[27].
- Indonésie : Neuf C295 commandés le 15 février 2012[28]. Les livraisons doivent s'étaler entre 2012 et l'été 2014.
- Irlande : deux CASA C-295 Persuader de patrouille maritime commandés le 15 décembre 2019. Ils sont équipés du système tactique intégré (Fully Integrated Tactical System) et d’une panoplie de capteurs ainsi que de la nouvelle suite avionique Pro Line Fusion de Collins Aerospace[29]. Le premier est réceptionné par le Corps aérien irlandais le 27 juin 2023, le second devant l'être d'ici fin 2023[30].
- Jordanie : Début 2003 la Jordanie devint le troisième client du C295 en achetant 2 appareils. Le premier a été livré dès septembre 2003. Revendu au Myanmar fin décembre 2020.
- Kazakhstan : 8 avions commandés en 2012[31], 5e livré le 29 juillet 2016, fin de livraison prévue en 2018[32]. Un 9e exemplaire est commandé en mars 2019[33].
- Mali : Le 16 février 2016, le Mali commande un C295W qui est livré le 15 décembre 2016 et devient ainsi le 23e pays utilisateur du C295[34]. Un second est livré le 31 Mai 2022[35].
- Mexique : Client de lancement du C295W avec deux exemplaires commandés pour le compte de la marine mexicaine (SEMAR)[36].
- Oman : Un contrat portant sur 8 appareils a été signé en mai 2012 dont trois exemplaires seront des versions maritimes[37]. La police de Oman possède déjà 2 exemplaires.
- Philippines : 4 C295M commandés. Le premier appareil est reçu par la Force aérienne philippine en mars 2015[38]. 3 C295W commandés ensuite, le financement initial est débloqué en novembre 2020, le premier livré en mars 2022[39].
- Pologne : Second client du C295, la Pologne a passé commande de 8 avions pour 212 millions de dollars US le 28 août 2001 dans le cadre d’un accord global entre l’état polonais et EADS, qui est entré à hauteur de 51 % dans le capital de PZL-Okecie, qui produit aujourd'hui les panneaux externes de voilure et toutes les portes de l'avion. Débutées le 8 septembre 2003, les livraisons se sont achevées en juillet 2005, l'appareil étant mis en service par la 13 ELTr. Deux appareils supplémentaires ont été commandés le 28 octobre 2006 et deux autres en octobre 2007. Ces avions sont utilisés en Afghanistan et en Irak, au Liban comme en Bosnie-Herzégovine, en soutien des troupes polonaises participant aux opérations de paix des Nations unies.
Le 23 janvier 2008, un C295 polonais [019] du 13e Escadron de Transport Aérien s’est écrasé peu avant de se poser sur la base de Miroslawiec, au nord-ouest de la Pologne, à 19h05. Parmi les 20 personnes se trouvant à bord, toutes tuées, le général Andrzej Andrzejewski, commandant la Brigade d’aviation tactique de Miroslawiec. Deux jours plus tard, les 11 appareils en service furent immobilisés. L’enquête a conclu à des manquements graves de l’équipage et du contrôle au sol, combinés à une météo défavorable.
- Portugal : 12 appareils commandés en 2006, soit 7 avions de transport tactique et 5 appareils de surveillance maritime. Le premier appareil a officiellement été remis à la FAP le 18 novembre 2008 à Getafe.
- République tchèque : 4 exemplaires commandés 13 mai 2009. leur mise à niveau a été annoncée en décembre 2019 tout comme la commande de deux appareils supplémentaires[29].
- Sénégal : 2 appareils reçus (C295W). Le premier en juillet 2022[40] et le second en mars 2023[41].
- Serbie : 2 appareils commandés le 23 février 2022[42].

## Commandes annulées
- Suisse : (2) Retenu de préférence au C-27J le 5 décembre 2000, l’achat de 2 C295 a été ajourné durant les délibérations budgétaires pour 2002. Reportée sur le budget 2005, la commande a finalement été rejetée par le parlement suisse le 17 mars 2005.
- Venezuela : (12) Le 30 mars 2005 fut annoncée, dans le cadre de la visite du Premier Ministre espagnol Zapatero au Venezuela, la signature d’une commande portant sur 12 appareils. EADS a finalement renoncé en octobre 2006 à livrer ces appareils sous la pression des États-Unis (embargo sur les moteurs).

## Échecs commerciaux
- États-Unis : Depuis son lancement, le bimoteur s’est trouvé à de nombreuses reprises en compétition avec l’Alenia C-27J. C’est en particulier pour concurrencer cet avion que le 15 septembre 2002, un appareil de l'armée de l'air espagnole [35-42] a relié Sacramento à Honolulu sans escale, utilisant uniquement ses réservoirs internes. En novembre 2003 fut organisée une tournée de présentation de deux semaines aux États-Unis. Une seconde campagne a été menée en mai 2004 dans le cadre du programme JCA (Joint Cargo Aircraft) et, en mai 2005, un accord de coopération a été signé entre EADS North America et Raytheon Space and Airborne Systems, Raytheon étant présenté comme contractant principal. Pourtant, le 13 juin 2007, le C-27J Spartan fut déclaré vainqueur du programme JCA.

## Sources
- http://www.eads.com
- http://www.flug-revue.rotor.com/FRTypen/FRC295.htm
- (en) « Janes / Latest defence and security news », sur Janes.com (consulté le 6 octobre 2020)